# Oskar Fischer (Fußballspieler)
Oskar Fischer (* 14. Juli 1929; † 26. April 2003 in Wien) war ein österreichischer Fußballspieler auf der Position eines Verteidigers.

## Karriere
Fischer lernte das Fußballspielen in der Jugendabteilung von Austria Wien. 1948 wurde er in den Kader der ersten Mannschaft berufen. Insgesamt stand er 482 Mal für die Violetten auf dem Platz (inklusive Freundschaftsspiele). Bis zu seinem Karriereende im Jahr 1962 holte er mit seiner Mannschaft fünf Meistertitel und drei Cupsiege.
Am 30. September 1956 bestritt er im Rahmen der Qualifikation für die Weltmeisterschaft 1958 sein einziges Länderspiel für Österreich gegen die Auswahl von Luxemburg.
Einigen Quellen zufolge spielte Fischer nach seiner Zeit bei der Austria kurz für Chemie Linz, jedoch lässt sich kein Einsatz für diesen Verein mit Sicherheit belegen.